# Wayne LaPierre
Pour les articles homonymes, voir LaPierre.
Wayne LaPierre, né le 8 novembre 1949 à Schenectady (État de New York) , est un lobbyiste américain partisan du droit de port et possession d'arme aux États-Unis. Il est connu pour son activité au sein de la National Rifle Association (NRA) dont il est vice-président exécutif de 1991 jusqu'à sa démission le 31 janvier 2024 à la suite d'accusation de corruption.

## Prises de position
Wayne LaPierre est partisan : 
- de la mise en place d'agents de sécurité au sein des écoles américaines[2],[3] ;
- d'un registre informatique qui viserait à limiter la vente d'arme à des individus souffrant de problèmes mentaux ;
- du durcissement des lois fédérales concernant l'incarcération des gangs violents.

Wayne LaPierre est opposé à :
- la vérification obligatoire des antécédents de chaque acheteur d'arme à feu ;
- la limitation des fusils d'assaut proposée par la sénatrice Dianne Feinstein en 2013 ;
- la limitation des armes à feu en général, qui est selon lui une forme de tyrannie du gouvernement : « Les gens ont peur d'être abandonnés par leur gouvernement. S'il vient une tornade, un ouragan ou des émeutes alors ils seront seuls dehors, et les seuls moyens pour qu'ils soient protégés, dans le froid et l'obscurité, sont les armes à feu. »[4]

## Propos controversés
- Wayne LaPierre est critiqué, notamment par Michael Bloomberg, après avoir déclaré à la suite de la tuerie de Newtown en 2012  aux États-Unis, que « le seul moyen d'arrêter un méchant avec une arme, c'est un gentil avec une arme »[5].
- En janvier 2013, Wayne LaPierre affirme que « Barack Obama est en train de dire que la seule façon d'améliorer la sécurité de nos enfants est de réduire la sécurité des bons citoyens pour augmenter celle des criminels violents. »[6]
- En mars 2000, il déclare à propos du président Bill Clinton : « J'en viens à croire qu'il a besoin d'un certain niveau de violence dans ce pays. Il est prêt à accepter un certain nombre de meurtres afin de faire avancer ses intentions politiques. Et le Vice-président également. Je veux dire, comment expliquer autrement la malhonnêteté de cette administration ? »[6]

## Autres controverses
Wayne LaPierre et trois autres dirigeants de la NRA sont accusés par la justice américaine en 2020 d’avoir utilisé les finances de l'organisation pour régler des voyages en jets privés, des yachts ou encore des safaris africains desquelles est diffusée une vidéo montrant Wayne LaPierre blessant un éléphant et obligeant le guide à l'achever. Son épouse en abat un autre, lui coupe la queue qu'elle brandit en guise de trophée sous les congratulations des participants.
A la veille de son procès pour abus de bien sociaux en janvier 2024, le protagoniste de l'affaire démissionne,.

## Ouvrages
- 1994 : Guns, Crime, and Freedom
- 2002 : Shooting Straight: Telling the Truth About Guns in America
- 2003 : Guns, Freedom, and Terrorism
- 2006 : The Global War on Your Guns
- 2007 : The Essential Second Amendment Guide
- 2011 : America Disarmed: Inside the U.N. and Obama's Scheme to Destroy the Second Amendment